# Fotogramas de Plata 2011
La 62a cerimònia de lliurament dels Fotogramas de Plata 2011, lliurats per la revista espanyola especialitzada en cinema Fotogramas, va tenir lloc el 12 de març de 2012 a la discoteca Joy Eslava de Madrid. Fou presentada per Anabel Alonso.

## Candidatures

### Millor pel·lícula espanyola
| Pel·lícula                     | Director       | Resultat   |
| ------------------------------ | -------------- | ---------- |
| No habrá paz para los malvados | Enrique Urbizu | Guanyadora |

### Millor pel·lícula estrangera
| Pel·lícula | Director             | Resultat   |
| ---------- | -------------------- | ---------- |
| Drive      | Nicolas Winding Refn | Guanyadora |

### Tota una vida
| Intèrpret       | Resultat   |
| --------------- | ---------- |
| Elías Querejeta | Guanyadora |

### Millor actriu de cinema
| actriu      | Pel·lícula         | Resultat   |
| ----------- | ------------------ | ---------- |
| Elena Anaya | La piel que habito | Guanyadora |
| Marta Etura | Mientras duermes   | Candidata  |
| María León  | La voz dormida     | Candidata  |

### Millor actor de cinema
| Actor            | Pel·lícula                     | Resultat  |
| ---------------- | ------------------------------ | --------- |
| Antonio Banderas | La piel que habito             | Candidat  |
| José Coronado    | No habrá paz para los malvados | Guanyador |
| Luis Tosar       | Mientras duermes               | Candidat  |

### Millor actor de televisió
| Actor        | Sèrie de televisió | Resultat  |
| ------------ | ------------------ | --------- |
| Mario Casas  | El barco           | Candidat  |
| Yon González | Gran Hotel         | Guanyador |
| David Janer  | Águila Roja        | Candidat  |

### Millor actriu de televisió
| Actriu        | Sèrie de televisió | Resultat   |
| ------------- | ------------------ | ---------- |
| Inma Cuesta   | Águila Roja        | Guanyadora |
| Ana Duato     | Cuéntame cómo pasó | Candidata  |
| Blanca Suárez | El barco           | Candidata  |

### Millor actriu de teatre
| Actriu         | Muntatge                            | Resultat   |
| -------------- | ----------------------------------- | ---------- |
| Amparo Baró    | Agosto (Condado de Osage)           | Guanyadora |
| Natalia Millán | Cinco horas con Mario               | Candidata  |
| Concha Velasco | Concha (Yo lo que quiero es bailar) | Candidata  |

### Millor actor de teatre
| Actor/Companyia | Muntatge           | Resultat  |
| --------------- | ------------------ | --------- |
| Héctor Alterio  | La sonrisa etrusca | Candidat  |
| Paco León       | The Hole           | Guanyador |
| Viggo Mortensen | Purgatorio         | Candidat  |

### Intèrpret més buscat a www.fotogramas.es
| Intèrpret     | Resultat   |
| ------------- | ---------- |
| Inma Cuesta   | Candidata  |
| Maxi Iglesias | Candidat   |
| Blanca Suárez | Guanyadora |